# Лејквуд (Илиноис)
Лејквуд (енгл. Lakewood) град је у америчкој савезној држави Илиноис.

## Демографија
По попису из 2010. године број становника је 3.811, што је 1.474 (63,1%) становника више него 2000. године.
| Група             | 2000.         | 2010.         |
| Белци             | 2.210 (94,6%) | 3.460 (90,8%) |
| Афроамериканци    | 18 (0,8%)     | 44 (1,2%)     |
| Азијати           | 36 (1,5%)     | 137 (3,6%)    |
| Хиспаноамериканци | 55 (2,4%)     | 120 (3,1%)    |
| Укупно            | 2.337         | 3.811         |